# Čekej do tmy
Čekej do tmy (v anglickém originále Wait Until Dark) je americký filmový kriminální thriller z roku 1967 režiséra Terence Younga s Audrey Hepburnovou a Alanem Arkinem v hlavní roli. Jedná se o přepis stejnojmenné divadelní hry Fredericka Knotta. Audrey Hepburnová za tento snímek obdržela svoji pátou a poslední nominaci na cenu Americké akademie filmového umění a věd Oscar. Film kompletně produkoval její první manžel Mel Ferrer.

## Děj
Nevidomá žena Susy Hendrixová (Audrey Hepburnová), která nedávno přišla o zrak, čelí brutálnímu útoku tří zločinců, kteří v jejím bytě hledají uschovaný heroin, který se nachází v malé panence, kterou v bytě uschoval její manžel Sam Hendrix (Efrem Zimbalist). Všechny výhody jsou zdánlivě na straně zločinců, leč nevidomá žena má nejen vynikající sluch, ale umí dokonale využívat své hlavní zbraně a tou je obyčejná tma.

## Obsazení
| Audrey Hepburnová | Susy Hendrixová            |
| Alan Arkin        | Roat / Roat Jr. / Roat Sr. |
| Richard Crenna    | Mike Talman                |
| Efrem Zimbalist   | Sam Hendrix                |
| Jack Weston       | Carlino                    |
| Samantha Jonesová | Lisa                       |
| Julie Herroldová  | Gloria                     |

## V českém znění
Prvotní uvedení snímku do českých kin v roce 1970 bylo v originálním znění s titulky, které měla na svědomí Eliška Nováková-Šorfová. Nadabován byl film až při svém prvním uvedení v Československé televizi v lednu 1992 (Hlavní redakce pořadů ze zahraničí ČST Praha, 1991). Druhý dabing vznikl v roce 1996 pro TV Premiéra (Premiéra TV a.s.). V roce 2000 vznikl třetí dabing pro TV Nova (Česká produkční 2000, a.s. pro CET 21, s.r.o.).
| Postava                    | Herecký představitel | Dabing (1991)    | Dabing (1996)      | Dabing (2000)       |
| -------------------------- | -------------------- | ---------------- | ------------------ | ------------------- |
| Susy Hendrixová            | Audrey Hepburnová    | Taťjana Medvecká | Dana Černá         | Ivana Milbachová    |
| Roat / Roat Jr. / Roat Sr. | Alan Arkin           | Pavel Trávníček  | Otakar Brousek ml. | Jiří Langmajer      |
| Mike Talman                | Richard Crenna       | Jan Schánilec    | Petr Štěpánek      | Michal Pavlata      |
| Sam Hendrix                | Efrem Zimbalist      | Miloš Hlavica    | Jiří Schwarz       | Vladislav Beneš     |
| Carlino                    | Jack Weston          | Jan Vlasák       | Ota Jirák          | Libor Terš          |
| Lisa                       | Samantha Jonesová    | Inka Šecová      | Helena Brabcová    | Marcela Kyselová    |
| Gloria                     | Julie Herroldová     | Eva Spoustová    | Anna Suchánková    | Martina Holomčíková |
| Režie českého znění        | Režie českého znění  | Zdeněk Coufal    | Marta Balingová    | Petr Švéda          |